# Мерендорф
Мерендорф (нім. Möhrendorf) — громада в Німеччині, розташована в землі Баварія. Підпорядковується адміністративному округу Середня Франконія. Входить до складу району Ерланген-Гехштадт.
Площа — 13,16 км2. Населення становить 4859 ос. (станом на 31 грудня 2020).